# Sewellia songboensis
Sewellia songboensis är en fiskart som beskrevs av Nguyen 2005. Sewellia songboensis ingår i släktet Sewellia och familjen grönlingsfiskar. Inga underarter finns listade i Catalogue of Life.